# Skocznie narciarskie w Krynicy
Skocznie narciarskie w Krynicy – nieistniejące obecnie skocznie narciarskie położone w Krynicy. Istnieją informacje o dwóch obiektach: na stokach Góry Krzyżowej (812 m n.p.m.) oraz przy ul. Leśnej, aczkolwiek niektóre źródła mówią o istnieniu nawet czterech skoczni.

## Skocznia na Górze Krzyżowej

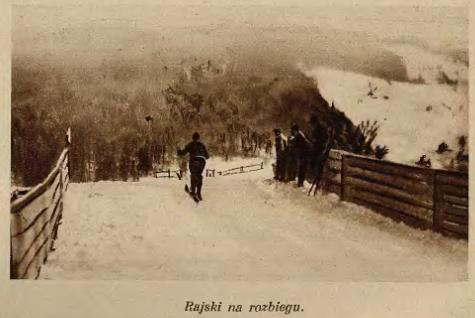
Zygmunt Rajski na rozbiegu krynickiej skoczni podczas Mistrzostw Krynicy (1929)

Skocznia została wybudowana z inicjatywy Polskiego Związku Narciarskiego. W 1924 powstał prowizoryczny obiekt, natomiast trzy lata później przystąpiono do budowy dużej, konkursowej skoczni. W chwili powstania była to największa skocznia w Polsce i jedna z największych w Europie. Budowla powstała według projektu kpt. Romana Loteczki, natomiast konstrukcję drewnianą opracował inż. Jerzy Niechay. Wysokość wieży startowej wynosiła 32 metry, a długość rozbiegu  – 100 metrów.
Na obiekcie dwukrotnie, w 1924 i 1925, odbywały się mistrzostwa Polski w skokach narciarskich. Oba konkursy wygrał Henryk Mückenbrunn: w 1924 przed Tadeuszem Zaydelem i Andrzejem Krzeptowskim II, zaś w 1925 przed Aleksandrem Rozmusem i Szczepanem Witkowskim. Ponadto w 1929 skocznia gościła Międzynarodowy Konkurs Skoków, a w 1939 – Akademickie Mistrzostwa Świata w skokach.
Obiekt został zniszczony przez Niemców podczas II wojny światowej.

## Skocznia przy ul. Leśnej
Drugi z krynickich obiektów powstał w 1935 i był czynny do lat 50. XX wieku. Była to mała skocznia konkursowa, którą w 1950 przebudowano na większą według projektu Stanisława Marusarza. Obiekt szybko jednak uległ zniszczeniu i zaprzestano skoków na nim. Obecnie teren po dawnym obiekcie znajduje się we władaniu krakowskiego Uniwersytetu Rolniczego.
W 2014 z apelem o pomoc w odbudowie skoczni do rektora uniwersytetu wystąpiła grupa dawnych sportowców (m.in. Paweł Zygmunt, Józef Kurek i Marek Skowroński).